# Ronan Vibert
Pour les articles homonymes, voir Vibert.
Ronan Vibert, né le 23 février 1964 à Cambridge, en Angleterre, et mort le 22 décembre 2022 à Miami, en Floride, est un acteur britannico-américain.

## Biographie
Ronan David Jackson Vibert naît le 23 février 1964 à Cambridge, Angleterre. Ses parents sont David Vibert et Dilys (née Jackson) Vibert. Il a un frère, Cevn Vibert.
Il ressort diplômé de la Royal Academy of Dramatic Art en 1985.

### Vie privée
Il fut marié à Jess Vibert (née Grand) de 2013 à sa mort, en 2022.

## Filmographie

### Cinéma

#### Longs métrages
- 1987 : Empire State de Ron Peck : L'homme d'affaires
- 1988 : On the Black Hill d'Andrew Grieve : Jim Watkins
- 1988 : Remando al viento de Gonzalo Suárez : Fletcher
- 1989 : La Dame de cœur (Queen of Hearts) de Jon Amiel : L'homme dans la scène avec le cochon
- 1998 : La Malédiction de la momie (Tale of the Mummy) de Russell Mulcahy : Young
- 2000 : L'Ombre du vampire (Shadow of the Vampire) d'E. Elias Merhige : Wolfgang Müller
- 2001 : Un parfum de meurtre (The Cat's Meow) de Peter Bogdanovich : Joseph Willicombe
- 2002 : Feu de glace (Killing Me Softly) de Chen Kaige : Le patron d'Alice
- 2002 : Le Pianiste (The Pianist) de Roman Polanski : Andrzej Bogucki
- 2002 : La Princesse au petit pois (The Princess and the Pea) de Marc Swan : Laird (voix)
- 2003 : Lara Croft : Tomb Raider, le berceau de la vie (Lara Croft Tomb Raider : The Cradle of Life) de Jan de Bont : Calloway, l'agent du MI6
- 2004 : Gladiatress de Brian Grant : César
- 2005 : Beowulf, la légende viking (Beowulf and Grendel) de Sturla Gunnarsson : Thorkel
- 2006 : Tristan et Yseult (Tristan & Isolde) de Kevin Reynolds : Bodkin
- 2010 : Shanghai de Mikael Håfström : Mikey
- 2010 : The Last Seven d'Imran Naqvi et Simon Phillips : Isaac Grainger
- 2013 : Dans l'ombre de Mary (Saving Mr Banks) de John Lee Hancock : Diarmuid Russell
- 2014 : Dracula Untold de Gary Shore : Simion
- 2015 : 1066 : Sweyn
- 2017 : Le Bonhomme de neige (The Snowman) de Tomas Alfredson : Gunnar Hagen
- 2017 : 6 Days de Toa Fraser : Le porte-parole du MI6

#### Courts métrages
- 2002 : Shearing d'Eicke Bettinga : Stewart
- 2017 : Roake de Joan Cobos : Eldon Roake

### Télévision

#### Séries télévisées
- 1989 : Traffik, le sang du pavot (Traffik) : Lee
- 1989 / 1991 / 2009 : The Bill : Kevin / Gavin Desousa / Curtis Jensen
- 1990 : Birds of a Feather : Martin
- 1990 : South of the Border : Frank
- 1990 : The Paradise Club : Rick Wooley
- 1991 : Van der Valk : Martin Lepweg
- 1991 : Screen Two : Charles Fieldhouse
- 1991 : Stanley and the Women : Tom Devenish
- 1992 : Jeeves and Wooster : Wilmot
- 1992 : Witchcraft : Steiner
- 1992 : Joanna et les clones (The Cloning of Joanna May) : Tom
- 1993 : Les Règles de l'art (Lovejoy) : Lindsey Parry-Davies
- 1994 : Between the Lines : Martin Williams
- 1995 : Cadfael : Le Gaucher
- 1995 : 99-1 : Loach
- 1995 : The Buccaneers : Lord Richard Marabel
- 1995 : Chandler & Co : Xavier
- 1996 : Les Contes de la crypte : T
- 1998 : Big Women : Bull
- 1998 / 2000 : The Canterbury Tales : The Squire (voix)
- 1999 : L'Immortelle (Highlander : The Raven) : Sir Trevor Benton
- 1999 : Gimme, Gimme, Gimme (Gimme Gimme Gimme) : Vince
- 1999 - 2000 : The Scarlet Pimpernel : Maximilien de Robespierre
- 2000 : The Mrs Bradley Mysteries : Douglas Prideux
- 2001 : High Stakes : Adam
- 2002 : Sir Gawain and the Green Knight : Arthur (voix)
- 2003 : Keen Eddie : Craig Booth
- 2005 : Meurtres en sommeil (Waking the Dead) : Dr Jonathan Lynch
- 2005 : Hex : La Malédiction (Hex) : Méphistophélès
- 2006 : Inspecteur Barnaby (Midsomer Murders) : Giles Armitage
- 2006 : Ultimate Force : Griffin
- 2007 : Taggart : James Forsyth
- 2007 : Rome : Lepidus
- 2008 : Hotel Babylon : Michael Harkness
- 2008 : The Sarah Jane Adventures : Professeur Nicholas Skinner
- 2008 : Lead Balloon : Sir Kenneth Albright
- 2009 : Inspecteur Lewis (Lewis) : Simon Monkford
- 2010 : Hercule Poirot (Agatha Christie's Poirot) : Capitaine Dacres
- 2011 : The Jury : Jonathan Bamford
- 2011 - 2012 : The Borgias : Giovanni Sforza
- 2012 : Hatfields and McCoys : Perry Cline
- 2013 : NCIS : Los Angeles : Visser
- 2013 : Flics toujours (New Tricks) : Ray Barlow
- 2015 : Penny Dreadful : Sir Geoffrey Hawkes
- 2015 : Jonathan Strange et Mr Norrell (Jonathan Strange & Mr Norrell) : Lord Wellington
- 2015 : The Lizzie Borden Chronicles : Dr Vose
- 2015 : The Coroner : Gavin Drake
- 2017 : Philip K. Dick's Electric Dreams : Le juge
- 2018 : L'Aliéniste (The Alienist) : Charles Murray
- 2019 : Carnival Row : Ritter Longerbane

#### Téléfilms
- 1993 : Resnick : Rough Treatment de Peter Smith : Alan Stafford
- 2011 : The Man Who Crossed Hitler de Justin Hardy : Walther Stennes

### Jeux vidéo
- 2009 : Venetica : Rangar (voix)
- 2013 : Assassin's Creed IV Black Flag : Joe (voix)
- 2018 : Thronebreaker : The Witcher Tales : Demavend (voix)
- 2018 : Shadows : Awakening : Darius (voix)